# Офіційні мови ООН
Офіційні мови ООН — шість мов, які використовуються в роботі Організації Об'єднаних Націй. Такими є:
- англійська (Оксфордська орфографія)[1];
- арабська (Сучасний літературний стандарт)
- іспанська
- китайська (Путунхуа зі спрощеними ієрогліфами)[2][3]
- російська
- французька

Усі офіційні тексти ООН повинні бути підготовленими кожною з цих мов. Виголошуючи промови в ООН, представники усіх країн повинні говорити або однією з офіційних мов, або будь-якою іншою мовою, забезпечивши переклад на одну з офіційних. ООН відповідає за синхронний переклад на інші п'ять офіційних мов.

## Опис і критика
Ці мови використовуються на засіданнях різних органів Організації Об'єднаних Націй, зокрема Генеральної Асамблеї, Економічної і Соціальної Ради та Ради Безпеки. Кожен представник країни може виступати будь-якою з офіційних мов, або може виступати на будь-якій мові і забезпечувати усний переклад на одну з шести офіційних мов. Організація Об'єднаних Націй забезпечує синхронний переклад з однієї офіційної мови на інші п'ять офіційних мов через Службу усного перекладу Організації Об'єднаних Націй. Шість офіційних мов також використовуються для поширення офіційних документів. Як правило, тексти кожною з шести мов однаково авторитетні.
Секретаріат Організації Об'єднаних Націй та Міжнародний суд використовує дві робочі мови: англійську і французьку.
Організація Об'єднаних Націй зазнала критики за те, що вона занадто сильно покладається на англійську мову і недостатньо на інші п'ять офіційних мов. Іспаномовні держави-члени офіційно довели це до відома Генерального секретаря в 2001 році. Потім Генеральний секретар Кофі Аннан відповів, що повний паритет шести офіційних мов недосяжний в рамках нинішніх бюджетних обмежень, але, тим не менш, він надає велике значення поліпшенню мовного балансу. У 2008 і 2009 роках резолюції Генеральної Асамблеї наполегливо закликали Секретаріат додержуватися паритету шести офіційних мов, особливо при поширенні громадської інформації.
8 червня 2007 року резолюцій, що стосуються управління людськими ресурсами в ООН, Генеральна Асамблея підкреслила "важливість рівності шести офіційних мов Організації Об'єднаних Націй".
Остання доповідь Генерального секретаря про багатомовність оприлюднено 4 жовтня 2010 року. У відповідь на це 19 липня 2011 року Генеральна Асамблея прийняла резолюцію № A/RES/65/311 про багатомовність, знову закликавши Генерального секретаря забезпечити надання усім шести мовам однаково сприятливих умов роботи та ресурсів. В резолюції з занепокоєнням зазначалося, що багатомовний розвиток вебсайту ООН покращився набагато більш повільними темпами, ніж очікувалося.
Одна з шести офіційних мов ООН є першою або другою мовою для 2,8 мільярда людей на планеті, що, однак, складає менше половини населення земної кулі. Шість мов є офіційними мовами майже в двох третинах держав-членів Організації Об'єднаних Націй (понад 120 держав).
| Офіційна мова | Оцінка Ethnologue | Оцінка Ethnologue | Оцінка Ethnologue | Оцінка Ethnologue | Зауваги                                                                    |
| Офіційна мова | Рідна мова        | Вивчена мова      | Всього            | Ранг              | Зауваги                                                                    |
| ------------- | ----------------- | ----------------- | ----------------- | ----------------- | -------------------------------------------------------------------------- |
| Англійська    | 369,9 мільйонів   | 978,2 мільйони    | 1,348 мільярда    | 1                 |                                                                            |
| Китайська     | 921,2 мільйони    | 198,7 мільйонів   | 1,120 мільярда    | 2                 | Без урахування інших китайських мов (діалектів, що не є взаємозрозумілими) |
| Іспанська     | 471,4 мільйони    | 71,5 мільйонів    | 543 мільйони      | 4                 |                                                                            |
| Арабська      | нема              | 274 мільйони      | 274 мільйони      | 5                 | У літературної арабської мови нема носіїв для якої ця мова є першою        |
| Французька    | 79,6 мільйонів    | 187,4 мільйони    | 267 мільйонів     | 7                 |                                                                            |
| Російська     | 153,7 мільйонів   | 104,3 мільйони    | 258 мільйонів     | 8                 |                                                                            |

## Проєкт регіональних мов
У 2002 році тодішньому Генеральному секретареві ООН Кофі Аннану було запропоновано, щоб Організація Об'єднаних Націй розробила «напівофіційний» або «регіональний» статус мови для загальноприйнятих мов, які не мають офіційного статусу, з тим щоб більш високий відсоток населення світу міг бути знайомий з діями ООН.
Станом на 2006 рік шість офіційних мов є першою або другою мовою 2,8 мільярда людей на планеті, що складає менше половини населення світу. Список потенційних «напівофіційних» або «регіональних» мов, багато з яких можна вважати мовами Європи та Азії, можуть включати: амхарська, бенгальська, бірманська, кантонська, чичева, фуле, німецька, гуджараті, хауса, гінді, ігбо, індонезійська, італійська, японська, яванська, каннада, корейська, малайська, малаялам, маратхі, оромо, пушту, перська, португальська, українська, шанхайська, шона, суахілі, тагальська, тамільська, телугу, тайська, турецька, в'єтнамська, урду, йоруба, зулу, міжнародна жестова мова, шрифт Брайля і, можливо, міжнародна допоміжна мова, наприклад, есперанто, ідо або інтерлінгва.
Станом на 2017 рік ООН не вжила жодних публічних дій для утвердження «напівофіційного» або «регіонального» статусу в основному через очікувані витрати на переклад. Кофі Аннан публічно не підтримував напівофіційні мови, але працював над поліпшенням паритету використання 6 дійсних офіційних мов.